# Lluís Montané

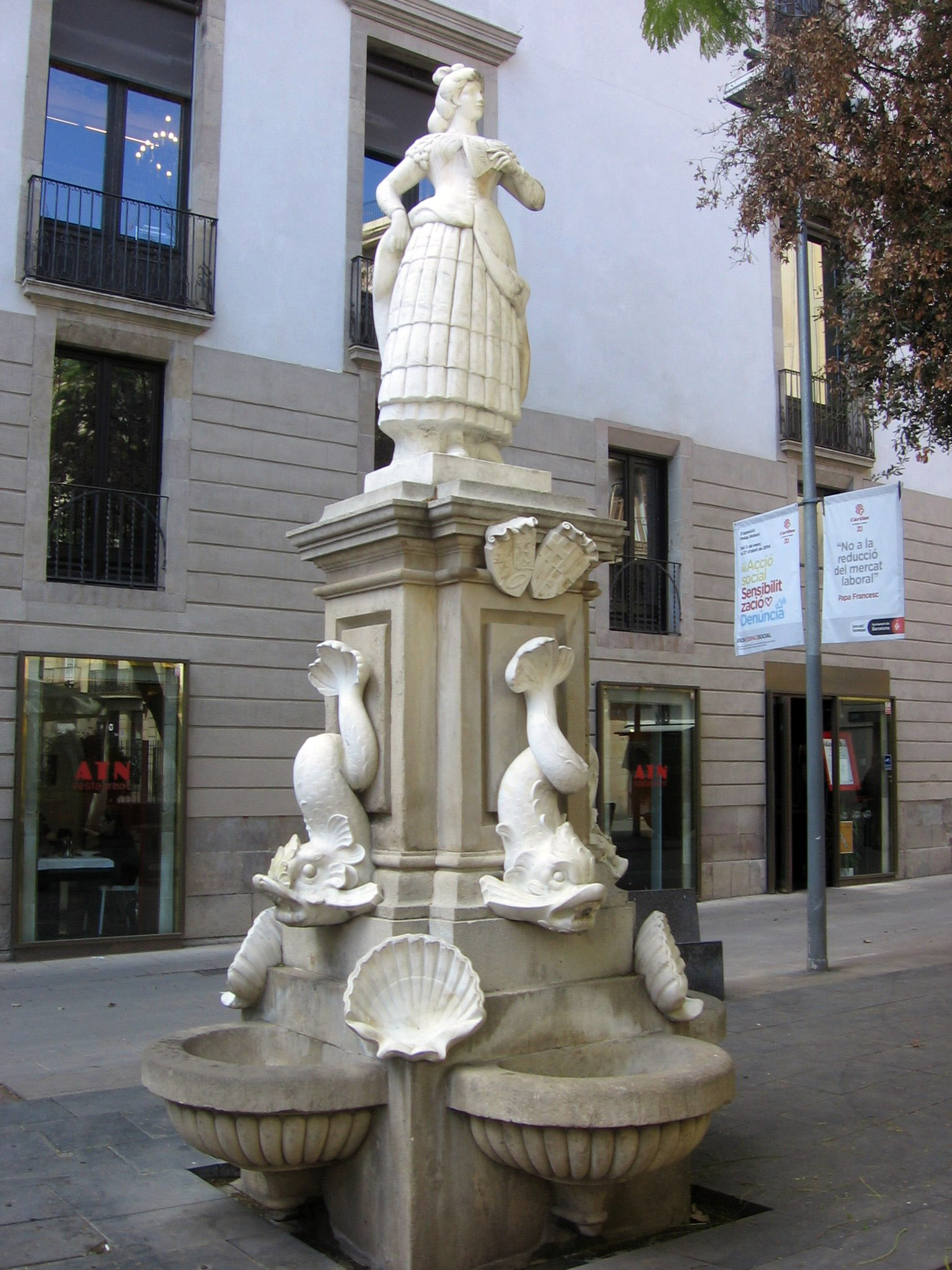
Fuente de la Maja madrileña (1958), plaza de la Villa de Madrid, Barcelona.

Lluís Montané i Mollfulleda (San Celoni, 2 de enero de 1905 - Barcelona, 9 de junio de 1997) fue un escultor y pintor español.

## Vida y obra
Estudió en la Escuela de la Lonja con Antoni Alsina, y trabajó en el taller de Eusebi Arnau. Viajó por toda España, así como Francia, Italia y Bélgica. Estuvo pensionado en Roma y París entre 1928 y 1930. 
Ganó el primer premio de escultura del Concurso Sant Jordi de la Diputación de Barcelona con su obra Maternal (1954), la medalla de oro en el concurso del Real Círculo Artístico de Barcelona de 1955 y el segundo premio de escultura de la Exposición Nacional de Bellas Artes de 1960. También ganó el Premio Donatello de la Academia de Bellas Artes de Florencia (1929).
Montané practicó el retrato, la imaginería religiosa, el desnudo femenino, los temas mitológicos y la escultura animalística, principalmente en mármol, madera y terracota. Su estilo es mediterraneísta, oscilando entre la tradición modernista y novecentista, aunque en retrato es más bien realista.
En Barcelona tiene diversas obras en espacios públicos, como la Fuente de la Maja madrileña (1958), en la plaza de la Villa de Madrid; y el Monumento a Gaspar de Portolà (1986), en el Castillo de Montjuïc. También tiene obras en Villanueva y Geltrú (Monumento a Eduard Toldrà); Manresa (Lectura, Cristo Rey); Centellas (Sagrado Corazón); San Celoni (San Martín, San Ramón Nonato, Salomé y Reposo); Puigcerdá (Sagrada Familia); Maspujols (Asunción); y Vich (Monumento a Andreu Colomer Munmany).
También hay obras suyas en diversos museos, como el Museo del Teatro de Barcelona (Parsifal) y el Museo del Deporte de Barcelona (Atleta, Luchador y la pintura Marina deportiva); en el Real Círculo Artístico (Eva, Invierno y el dibujo Ramblas); en el Ateneo Barcelonés (Atenea); en la Casa de la Caridad (Juguetona); en el Ayuntamiento de San Celoni; y en el Museo Abelló de Mollet del Vallés.
Se han efectuado diversas exposiciones antológicas de su obra:
- 1985: Fundació Caixa de Pensions, Barcelona.
- 1985: Centre Cultural de la Fundació de la Caixa, Granollers.
- 1992: MNAC, Barcelona.
- 1993: Departament de Cultura de la Generalidad de Cataluña.
- 2004: Museo Abelló, Mollet del Vallès.
- 2005: San Celoni.

En 1992 recibió la Creu de Sant Jordi de la Generalidad de Cataluña.